# Capesterre-Belle-Eau
Pour les articles homonymes, voir Capesterre.
Ne doit pas être confondu avec Capesterre-de-Marie-Galante.
Capesterre-Belle-Eau (prononcé [kapɛstɛʁ] ; anciennement Capesterre-de-Guadeloupe ; en créole guadeloupéen : Kapèstè) est une commune française, située dans le département de la Guadeloupe. Les habitants sont appelés les Capesterrien(ne)s.

## Géographie

### Localisation

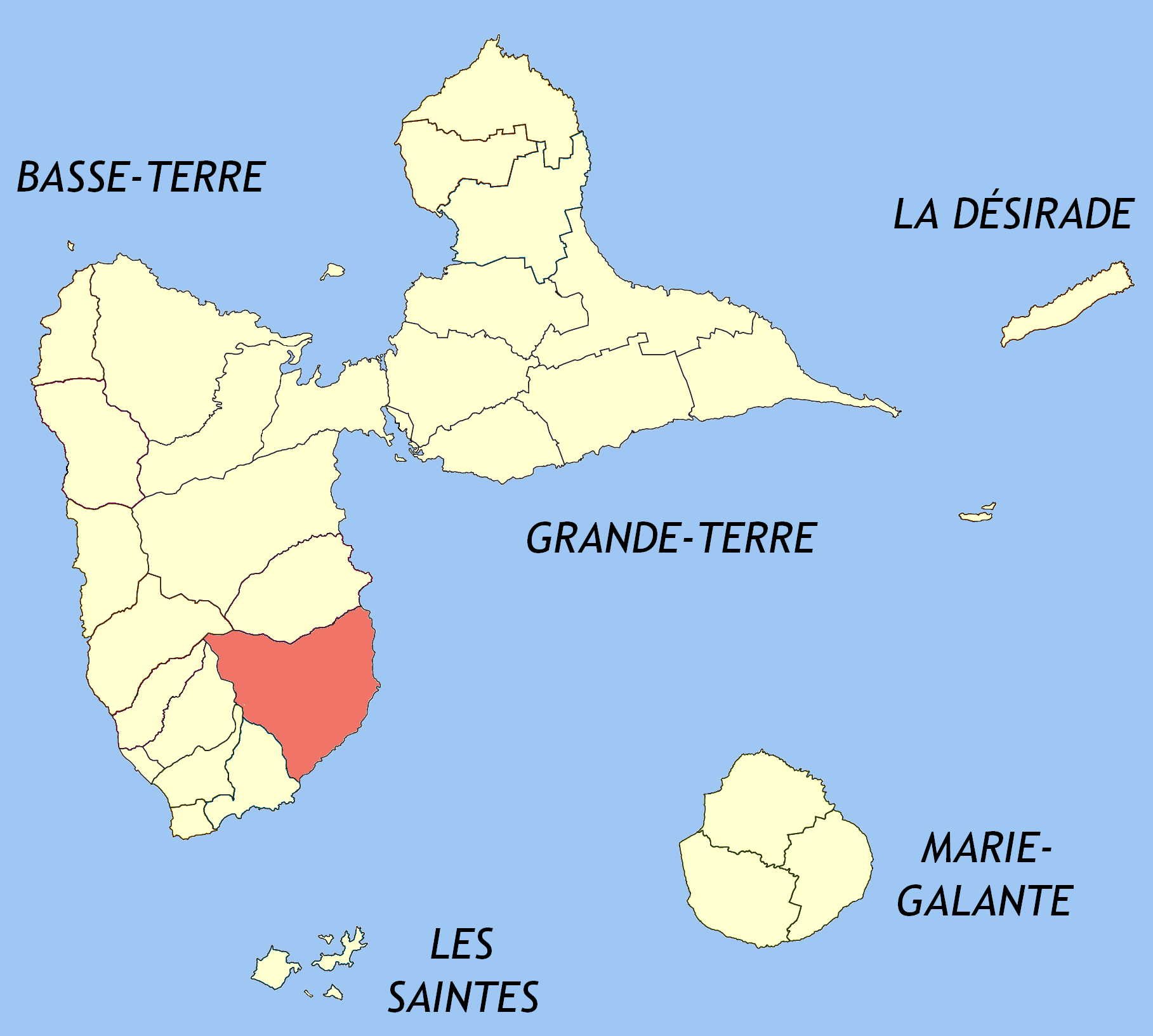
En rouge le territoire communal de Capesterre-Belle-Eau.

De 103,3 km2 de superficie totale, la commune de Capesterre-Belle-Eau se situe au sud-est de la Basse-Terre. Au nord, elle se limite à la ravine de la Petite Briqueterie qui la sépare de Goyave ; au sud, à la rivière du Trou au Chien qui la sépare de Trois-Rivières ; à l'ouest, la ligne de crête reliant le Grand Sans Toucher (1 354 m), la Grande Découverte (1 263 m), le morne du Col (1 261 m), le morne Carmichaël (1 414 m) à la Soufrière (1 467 m), la sépare de Baillif sur quelques centaines de mètres puis principalement de Saint-Claude.
|                                      | Goyave               |                  |
| Vieux-Habitants/Baillif/Saint-Claude | Capesterre-Belle-Eau | Océan Atlantique |
| Gourbeyre                            | Trois-Rivières       |                  |

### Hydrographie
Elle est traversée par trois principaux cours d'eau : la rivière du Grand Carbet, la Grande Rivière de la Capesterre et la rivière du Pérou qui se rejoignent pour former une embouchure commune avant de se jeter dans l'océan Atlantique juste au nord du bourg principal au niveau de la pointe de la Capesterre.

## Urbanisme

### Typologie
Capesterre-Belle-Eau est une commune urbaine, car elle fait partie des communes denses ou de densité intermédiaire, au sens de la grille communale de densité de l'Insee,,,. Elle appartient à l'unité urbaine de Capesterre-Belle-Eau, une agglomération intra-départementale regroupant 2 communes et 25 522 habitants en 2022, dont elle la ville-centre,.
Par ailleurs la commune fait partie de l'aire d'attraction des Abymes, dont elle est une commune de la couronne. Cette aire, qui regroupe 18 communes, est catégorisée dans les aires de 200 000 à moins de 700 000 habitants,.
La commune, bordée par l'Océan Atlantique à l'est, est également une commune littorale au sens de la loi du 3 janvier 1986, dite loi littoral. Des dispositions spécifiques d’urbanisme s’y appliquent dès lors afin de préserver les espaces naturels, les sites, les paysages et l’équilibre écologique du littoral, par exemple le principe d'inconstructibilité, en dehors des espaces urbanisés, sur la bande littorale des 100 mètres, ou plus si le plan local d’urbanisme le prévoit,.

### Lieux-dits, hameaux et écarts
Les différents lieux-dits de Capesterre-Belle-Eau sont Bananier, Bélair, Bord-Bois, Cacador, Cacoville, Cambrefort, Cantamerle, Carangaise, Cayenne, Changy, Christophe, la Digue, Fonds-Cacao, Four-à-Chaux, Fromager, Grande-Chasse, L'Habituée, Îlet-Pérou, Manceau, Marquisat, Mon Repos, Moravie, Moulin-à-l'Eau, Neuf-Château, Petit Marquisat, Petit-Pérou, Sainte-Marie, Saint-Sauveur et Sarlassonne la Plaine.

## Histoire
Pour un article plus général, voir Histoire de la Guadeloupe.

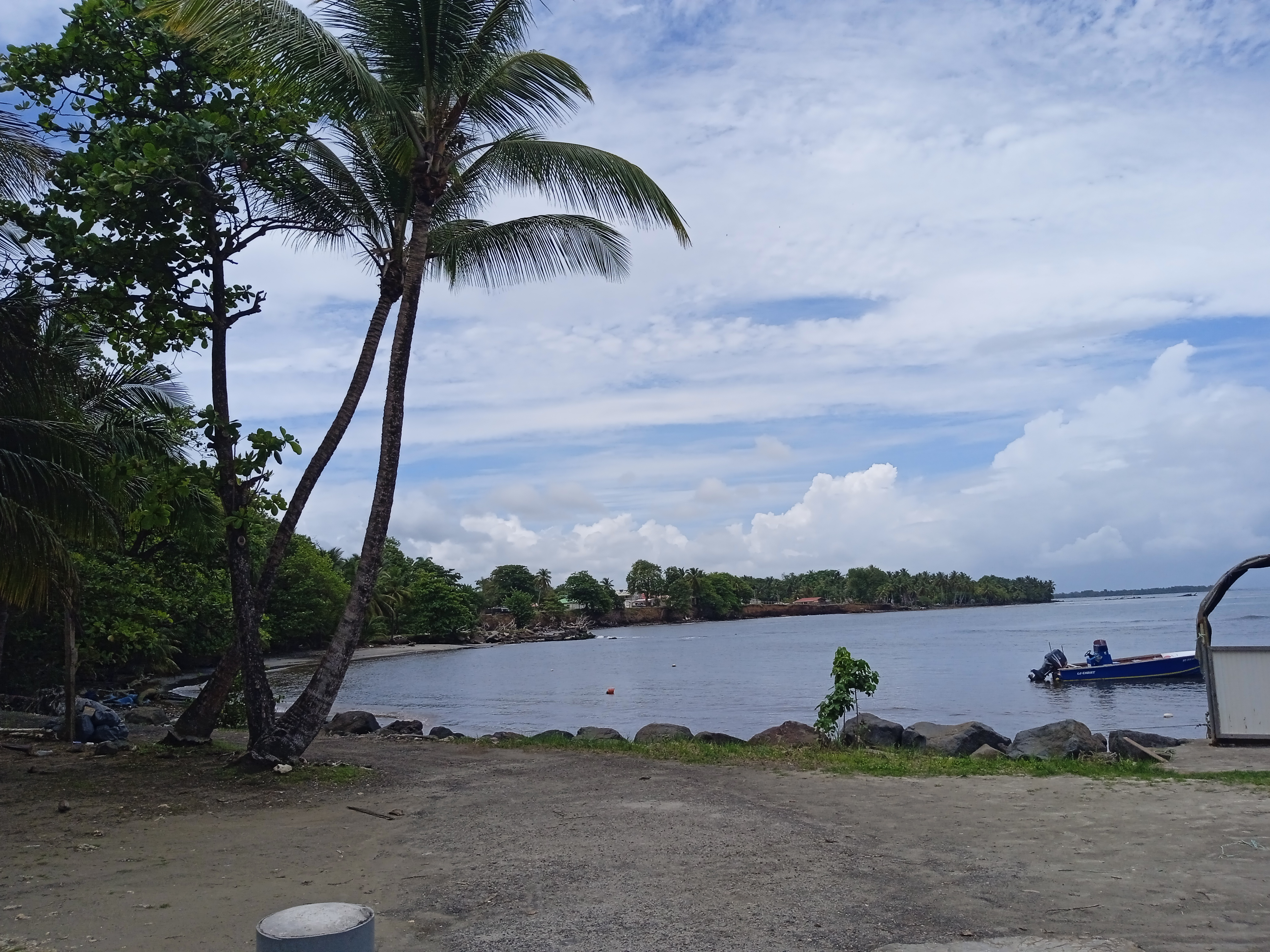
Lieu de Débarquement de Christophe Colomb à Sainte-Marie.

Le 4 novembre 1493, lors de son second voyage, Christophe Colomb accoste aux environs de l'embouchure de la rivière du Grand Carbet où des Indiens caraïbes avaient installé un village. Lorsque l'équipage débarque pour s'approvisionner en eau après un si long voyage, les autochtones sont effrayés et prennent la fuite. Huit d'entre eux, dont six femmes, sont capturés ; et ce n'est qu'après leur avoir offert des présents qu'ils sont relâchés. Le lendemain, Colomb aurait mouillé à l'endroit correspondant à Sainte-Marie près de l'embouchure de la rivière de Sainte-Marie. Afin de commémorer cet événement un buste de Christophe Colomb a été élevé en 1916. Dix jours plus tard, Colomb quitte le mouillage après y avoir planté plusieurs espèces de plantes venues d'Europe et laissé plusieurs paires de cochons afin qu'ils se multiplient dans le but de s'approvisionner en victuailles sans craindre de souffrir de la famine pour un éventuel prochain voyage[réf. nécessaire].
En 1636, alors que la guerre entre Français et Caraïbes fait rage, ces derniers se fixent principalement à Capesterre. Pour les y déloger, Longvillier de Poincy (gouverneur général des Îles depuis 1637) charge le sieur Sabouilly avec 264 hommes afin d'assister la colonisation de la Guadeloupe en février 1640. La guerre est féroce et après plus de trente heures d'une résistance, les Caraïbes quittent l'île depuis Capesterre pour Marie-Galante et la Dominique[réf. nécessaire]. C'est en 1644 que Charles Houël du Petit-Pré, gouverneur de la Guadeloupe (de 1643 à 1664) et fondateur de Basse-Terre en 1649) impulse durablement la naissance du bourg de Capesterre. En effet, il développe ses alentours par l'introduction de la canne à sucre et l'édification  du premier moulin. Vers 1654, des Hollandais juifs et protestants s'installent à Capesterre et valorisent son territoire par le défrichement du Carbet, de Bois-Riant, de Carengaise, de Changy et de Sainte-Marie et 1659, le gouverneur érige à Sainte-Marie, le « fort de Cabesterre ». En avril 1661, Louis XIV fait de cette Sainte-Marie et de ses environs un marquisat.
Jusqu'en 1848, ce sont des esclaves importés d'Afrique qui valorisent la terre puis, après l'abolition de l'esclavage, ce sont des Indiens, improprement nommés Hindous, qui arrivent sur le territoire de la commune. Le premier convoi est fort de 344 Indiens en 1854.
C'est le 4 juin 1976 que Capesterre-de-Guadeloupe devient Capesterre-Belle-Eau. Son nom provient d'une expression de la marine du XVIIe siècle : cab-est-terre, qui désigne une terre exposée au vent de l'est ; l'abondance des cascades, des rivières et des plans d'eau lui vaut par ailleurs l'adjonction du complément Belle Eau. En créole, la commune est appelée familièrement Kapèstè pa ni dlo (soit « Capesterre sans eau ») pour signifier le fait que l'eau coule à flots dans les rivières, mais pas dans les robinets, en raison de la vétusté du réseau.

## Politique et administration

### Rattachements administratifs et électoraux
La commune appartient à l'arrondissement de Basse-Terre et est le bureau centralisateur du canton de Capesterre-Belle-Eau depuis le redécoupage cantonal de 2014. Avant cette date, elle était divisée en deux cantons :
- Capesterre-Belle-Eau-1
- Capesterre-Belle-Eau-2

Pour l'élection des députés, Capesterre-Belle-Eau fait partie depuis 1988 de la quatrième circonscription de la Guadeloupe.

### Intercommunalité
Capesterre-Belle-Eau appartient à la communauté d'agglomération Grand Sud Caraïbe avec dix autres communes.

### Liste des maires
| Période                                  | Période                     | Identité               | Étiquette             | Qualité |
| ---------------------------------------- | --------------------------- | ---------------------- | --------------------- | --- |
| Les données manquantes sont à compléter. |                             |                        |                       | |
| 1945                                     | décembre 1976 (décès)       | Paul Lacavé            | PCG                   | Pharmacien Député de la Guadeloupe (2e circ.) (1967 → 1973) Conseiller général de Capesterre-Belle-Eau (1955 → 1976) |
| 1977                                     | mars 1983                   | Alexius de la Croix    | PCG                   | Conseiller général de Capesterre-Belle-Eau (1976 → 1983) |
| mars 1983                                | mars 1989                   | Gérard Lauriette       | DVG                   | Instituteur Conseiller général de Capesterre-Belle-Eau (1983 → 1985) |
| mars 1989                                | juin 1995                   | Léo Andy               | PS                    | Enseignant Député de la Guadeloupe (3e circ.) (1995 → 2002) Conseiller général de Capesterre-Belle-Eau-1 (1985 → 1998) |
| juin 1995                                | juillet 2020                | Joël Beaugendre        | RPR puis UMP puis DVD | Médecin généraliste Député de la Guadeloupe (3e circ.) (2002 → 2007) Conseiller général de Capesterre-Belle-Eau-2 (1992 → 2002) Conseiller général de Capesterre-Belle-Eau-1 (2011 → 2015) Président de la CA Grand Sud Caraïbe (2019 → 2020) |
| juillet 2020                             | En cours (au 11 avril 2022) | Jean-Philippe Courtois | GUSR                  | Analyste biologiste Conseiller régional de la Guadeloupe (2015 → 2021) Conseiller départemental de Capesterre-Belle-Eau (2021 → ) Vice-président du conseil départemental (2021 → )                                                           |

### Politique de développement durable
La commune a engagé une politique de développement durable en lançant une démarche d'Agenda 21 en 2008.

## Population et société

### Démographie
L'évolution du nombre d'habitants est connue à travers les recensements de la population effectués dans la commune depuis 1961, premier recensement postérieur à la départementalisation de 1946. À partir de 2006, les populations de référence des communes sont publiées annuellement par l'Insee. Le recensement repose désormais sur une collecte d'information annuelle, concernant successivement tous les territoires communaux au cours d'une période de cinq ans. Pour les communes de plus de 10 000 habitants les recensements ont lieu chaque année à la suite d'une enquête par sondage auprès d'un échantillon d'adresses représentant 8 % de leurs logements, contrairement aux autres communes qui ont un recensement réel tous les cinq ans,.

En 2022, la commune comptait 17 882 habitants, en évolution de −5,5 % par rapport à 2016 (Guadeloupe : −2,67 %, France hors Mayotte : +2,11 %).
| 1961   | 1967   | 1974   | 1982   | 1990   | 1999   | 2006   | 2011   | 2016   |
| ------ | ------ | ------ | ------ | ------ | ------ | ------ | ------ | ------ |
| 16 085 | 17 912 | 18 143 | 17 472 | 19 012 | 19 568 | 19 610 | 19 448 | 18 923 |

| 2021   | 2022   | - | - | - | - | - | - | - |
| ------ | ------ | - | - | - | - | - | - | - |
| 17 731 | 17 882 | - | - | - | - | - | - | - |

### Enseignement
Comme toutes les communes de l'archipel de la Guadeloupe, Capesterre-Belle-Eau est rattaché à l'Académie de la Guadeloupe. La ville possède sur son territoire sept écoles maternelles (Cayenne, Fonds-Cacao, Îlet-Pérou, Routhiers, Saint-Sauveur, Sainte-Marie et Sarlassone) et douze écoles primaires (Amédée-Fengarol, Anatole-Beuve, Belair, Cambrefort, Elie-Chaufrein, Frédéric-Joliot-Curie, Îlet-Pérou, L'Habituée, Léonce-Minatchy, Routhiers, Stéphane-Mathieu-Bananier et Sainte-Marie), toutes publiques.
En ce qui concerne l'enseignement secondaire, la ville accueille deux collèges (Germain-Saint-Ruf et Bonne-Espérance situé dans le quartier de Bel-Air depuis 2013) et le lycée d'enseignement professionnel Paul-Lacavé spécialisé notamment dans les métiers de l'automobile.

### Santé
L'offre de soins de la commune est assurée par le centre hospitalier de Capesterre-Belle-Eau qui disposait jusqu'en 2012 d'une capacité totale d'accueil de 49 lits, avant une importante reconstruction de l'établissement qui a porté celle-ci à 198 lits en janvier 2016 (finalement opérationnel depuis la fin juillet 2017). Il est équipé depuis juillet 2021 d'un scanner.

### Sports et loisirs

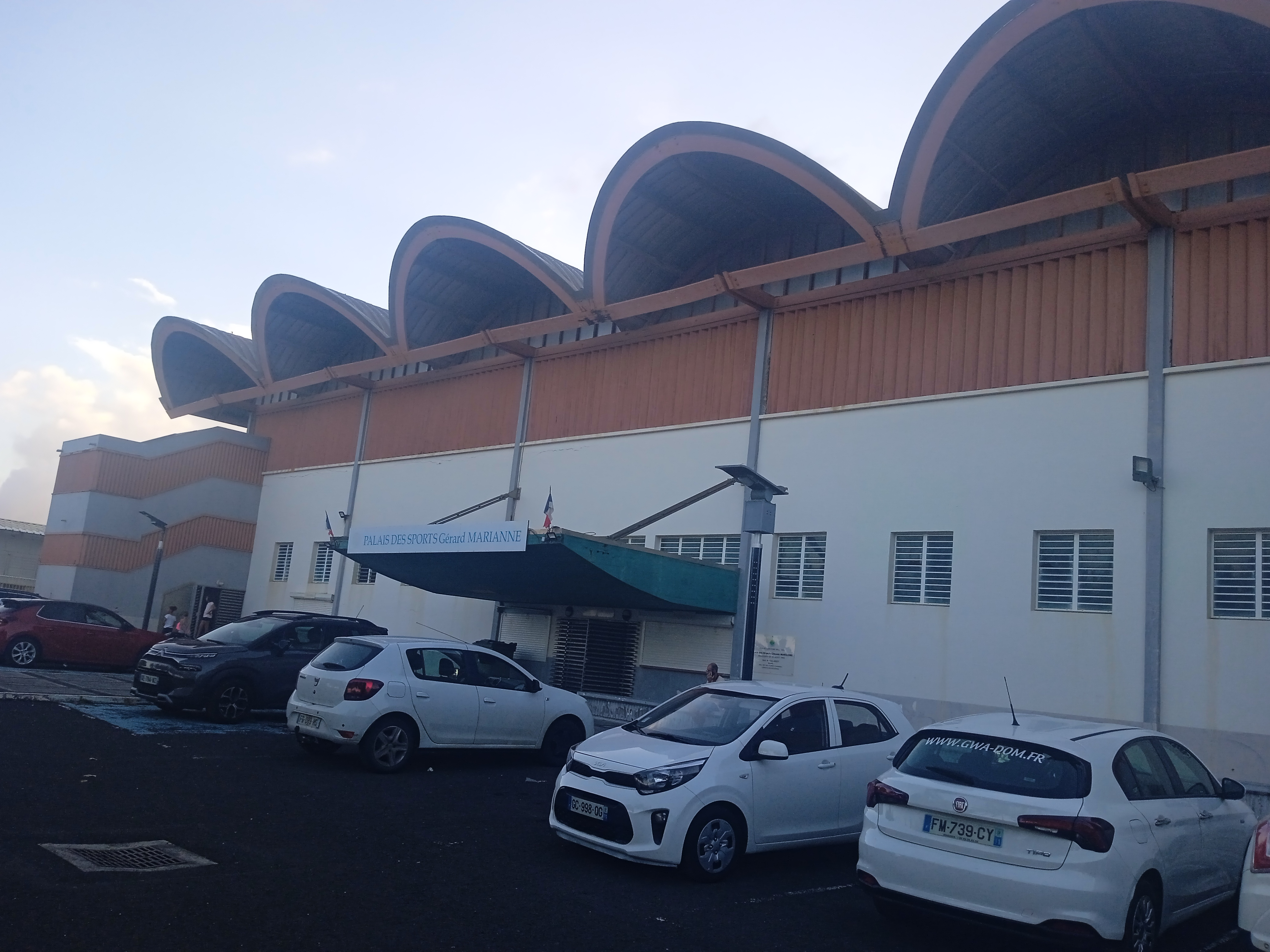
Palais des Sports Gérard Marianne

La commune possède un stade d'athlétisme (avec 1 500 places en tribune), des salles multisports (dont le gymnase Gérard-Marianne à Sarlassone), trois courts de tennis et quatre boulodromes. Plusieurs clubs sont présents :
- Sarlasonne Tennis Club (tennis)
- OMSC (multisports)
- Club Sportif de Capesterre-Belle-Eau (football)
- Club Amical de Marquisat (football)
- US Cambrefort (football)
- USC Bananier (football)
- OSC Old School Capestè (basket-ball)
- Rayon d'Argent (cyclisme)
- Union cycliste capesterrienne (UCC) (Cyclisme)

## Économie
L'activité économique de Capesterre-Belle-Eau est principalement basée sur l'agriculture, avec les cultures de bananes (dont la production représentent la moitié des tonnages guadeloupéens exportés vers l'Europe) et de café. Sur le territoire de la commune se trouve la distillerie Espérance qui produit les rhums Longueteau et Karukera à partir de la canne à sucre venant principalement d'autres communes guadeloupéennes. À ces fins, et pour faire face au problème récurrent de manque d'eau pour l'irrigation agricole en période de carême, il a été décidé de la construction du barrage de Dumanoir, un barrage hydraulique en remblai alimenté par la rivière du Grand Carbet d'une capacité de retenue de 630 000 m3. L'ouvrage a été mis en service en février 2010 pour l'irrigation et il est envisagé qu'il puisse alimenter, après traitement des eaux, le réseau guadeloupéen d'eau potable.
Depuis 1993, la commune accueille sur son territoire la centrale hydroélectrique du Carbet – installée sur la rivière du Grand Carbet et le canal Saint-Louis qui est exploitée par l'entreprise Force hydraulique antillaise – d'une puissance de 3,5 MW ainsi que depuis 1994 la centrale de Bananier – installée sur la rivière du Bananier et exploitée par EDF – d'une puissance totale de 3 MW (en deux unités : Bananier amont 1,2 MW et Bananier aval 1,8 MW), tous injectés dans le réseau électrique de l'île.

## Culture et patrimoine

### Sites naturels
La commune de Capesterre-Belle-Eau constitue le point de départ des célèbres chutes du Carbet situées dans le parc national de la Guadeloupe. Ayant donné son attribut de « Belle Eau » à la commune – et plus largement le nom premier de Karukéra à la Guadeloupe –, ce sont les plus hautes chutes d’eau de l'archipel (plus de 100 m pour les deux premières). Il s'agit de l'un des sites les plus visités de Guadeloupe accessible seulement à pied. Le Grand Étang (ainsi que l'étang Zombis voisin) se trouve sur la route d'accès des chutes et constitue un site d’observation ornithologique.
Les principales plages de la commune sont les anses Bernard, Saint-Sauveur, à la Fontaine ainsi que la plage de Roseau et la plage de Bananier. Le lieu de débarquement de Christophe Colomb en Guadeloupe en 1493 est au site de Sainte-Marie où se trouve un buste du navigateur, érigé en 1916.

### Monuments civils et religieux
- Église Saint-Hyacinthe de Capesterre-Belle-Eau. L'église est dédiée à saint Hyacinthe.
- Chapelle Sainte-Marie-des-Fleurs de Capesterre-Belle-Eau. La chapelle est dédiée à sainte Marie.
- Chapelle Saint-Jean-Baptiste-Saint-Sauveur de Bananier. La chapelle est dédiée à saint Jean-Baptiste et au Saint-Sauveur.
- Roches gravées à l'embouchure de la rivière du Pérou, classées aux Monuments Historiques en 2015.
- Temple Changy, le plus grand temple hindou de la Guadeloupe.

La commune est célèbre pour son allée Dumanoir – anciennement « allée des Palmistes » –, bordée de palmiers royaux. Cette portion de route pittoresque constitue une image touristique classique de l'île.
Différents éléments du patrimoine civil et religieux de la commune ont été construits par l'architecte Ali Tur entre 1930 et 1935 dont la mairie, le marché, le groupe scolaire, l'école mixte et des filles, le clocher de l'église Sainte-Hyacinthe et son agrandissement avec la construction des deux nefs latérales. La communauté hindoue de Capesterre, l'une des plus importantes de l'île, célèbre ses cérémonies au temple hindou de Changy. La commune possède également un cimetière des Esclaves.
Le patrimoine économique et industriel inclut le port de pêche du lieu-dit de Bananier et la plage, près de la rivière du Bananier ; la savonnerie de Saint-Sauveur, juste au sud de l’accès à la route des chutes du Carbet ; la distillerie Rhum Longueteau, qui fonctionne toujours à la vapeur, chauffée avec la bagasse, résidus sec de la canne à sucre ; la plantation Grand-Café-Bel-Air ; et la kassaverie traditionnelle. L'habitation Bois-Debout est l'une des anciennes maisons de la famille de Saint-John Perse (sur la branche maternelle Dormoy). Enfin, le jardin des épices et des senteurs de Cantamerle est jardin pédagogique conservatoire de plantes médicinales, d'épices, d'arbres fruitiers, d'orchidées et de fleurs tropicales.

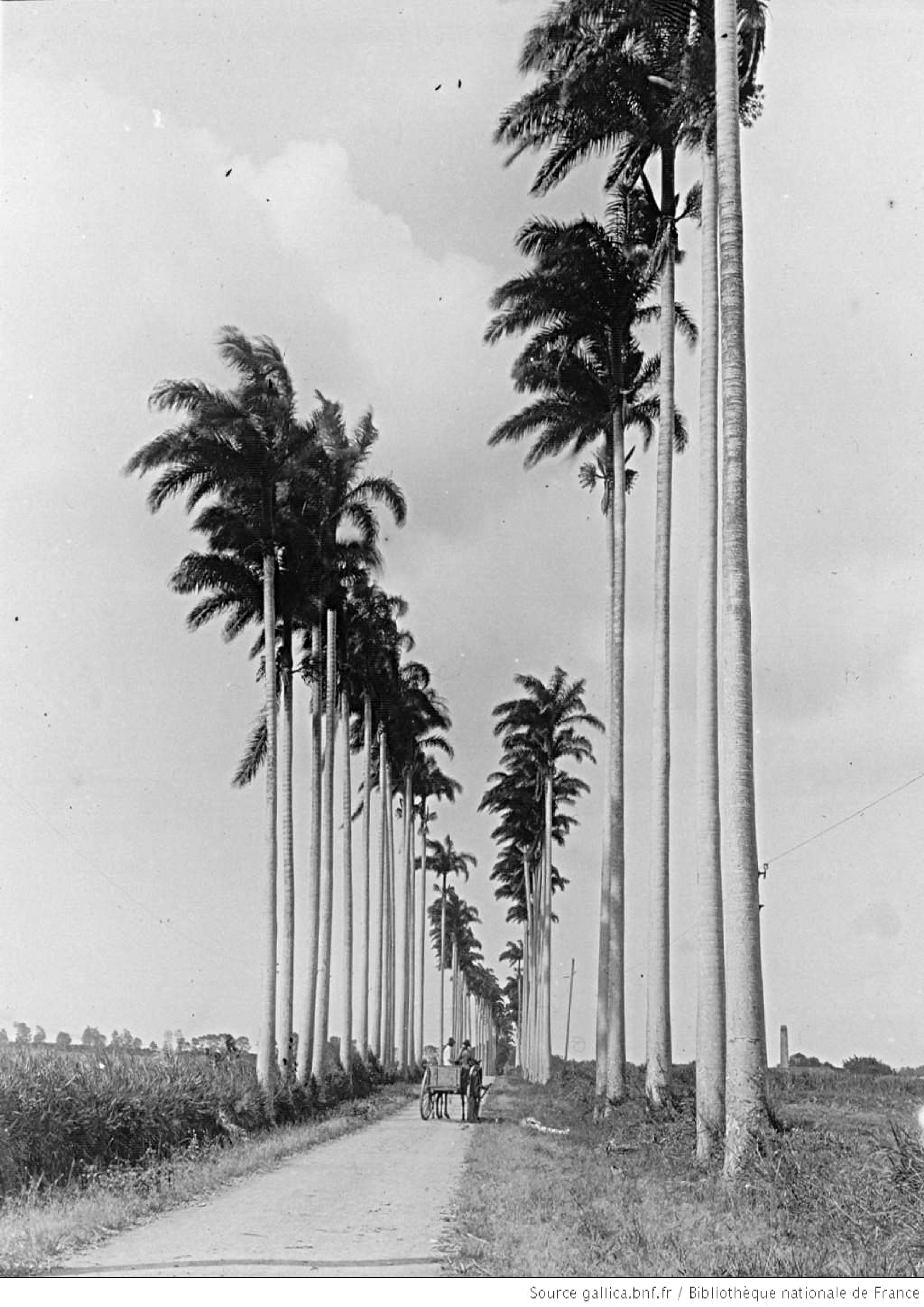
1895, avenue de Palmistes, devenue allée Dumanoir.
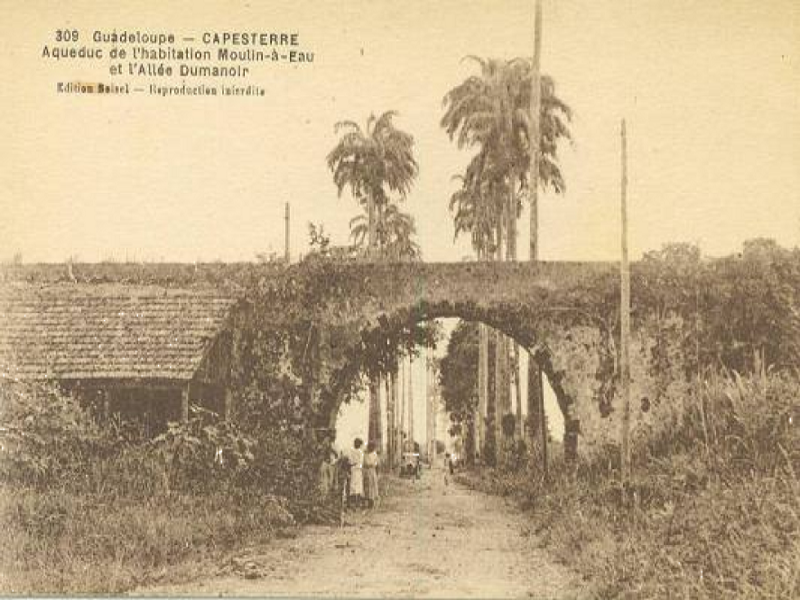
Aqueduc de l'habitation Moulin-à-Eau, allée Dumanoir.
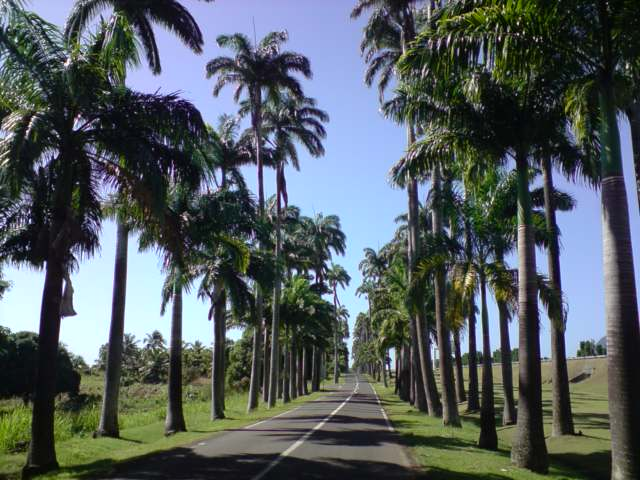
L'allée Dumanoir actuellement.
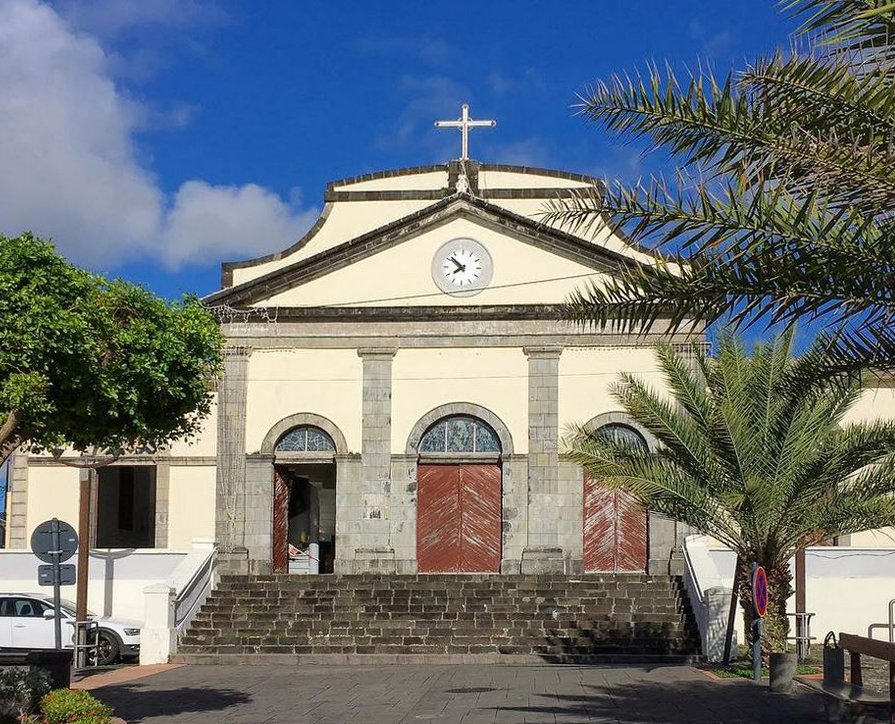
Église Sainte-Hyacinthe
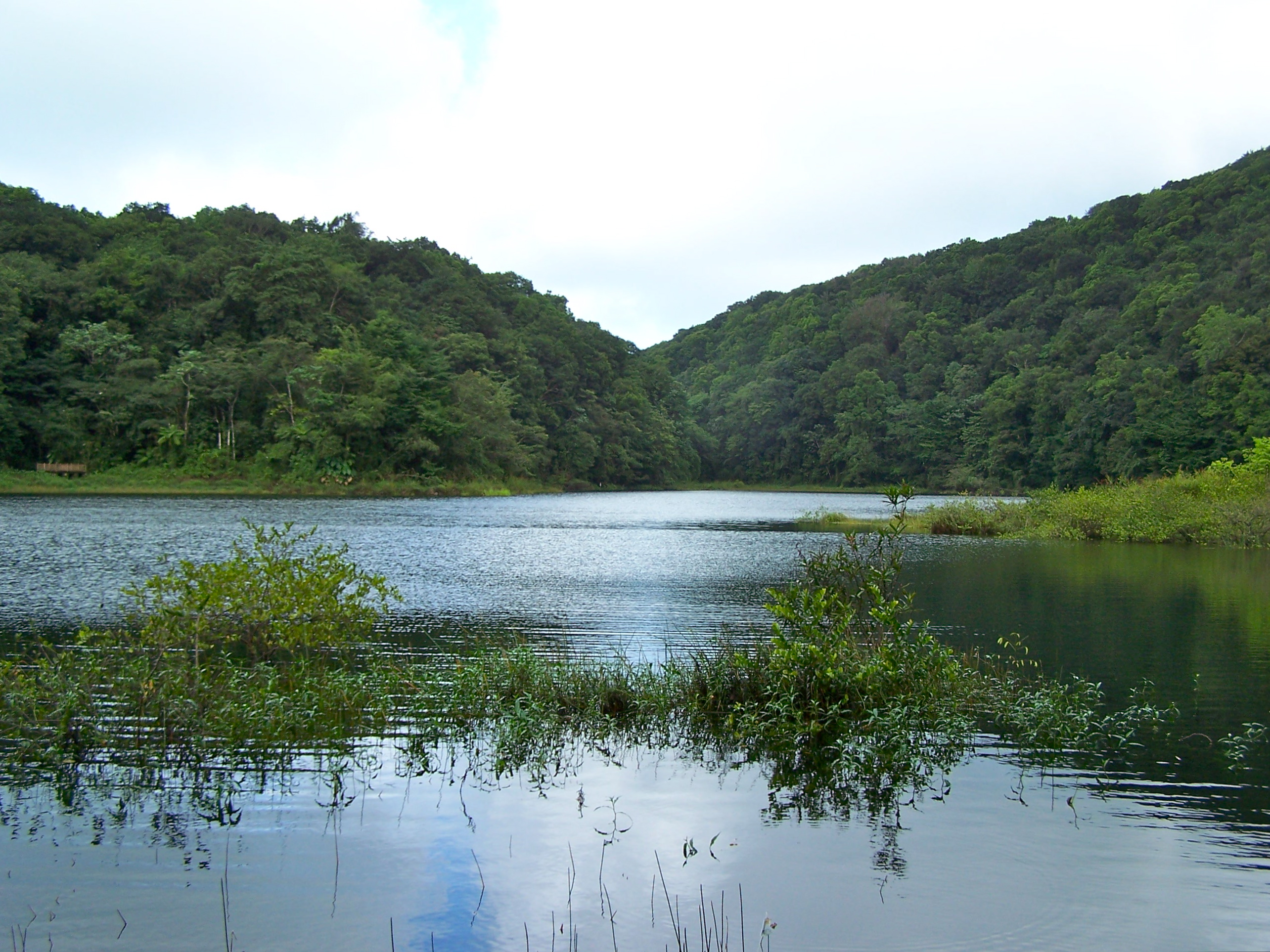
Le Grand Étang.
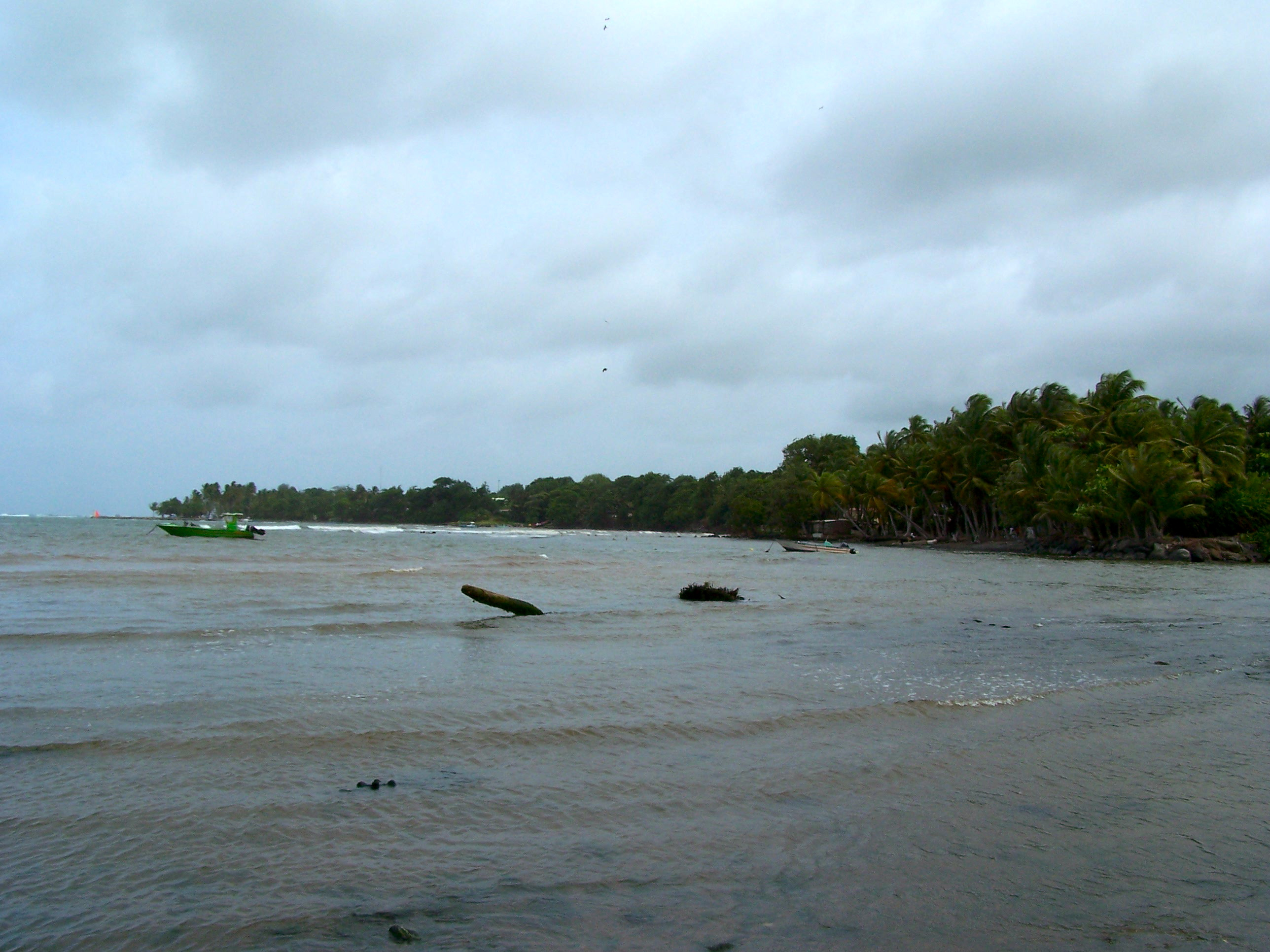
L'anse Saint-Sauveur.

Enfin, la commune accueille sur ton territoire le cinéma-théâtre Le Majestic.

### Personnalités liées à la commune
- Philippe-François Pinel Dumanoir (1808 Capesterre-1865, Pau), auteur dramatique.
- Amédée Fengarol, homme politique (1905-1951) né dans la commune.
- Sonny Rupaire (1908, Pointe-à-Pitre-1991, enterré à Capesterre), poète et militant.
- Paul Lacavé, homme politique (1913, Capesterre-1976, Pointe-à-Pitre) pharmacien, maire, puis député-maire, app. PCF
- Léo Andy, maire de Capesterre de 1989 à 1995 et député de la Guadeloupe de 1995 à 2002
- Jean-Claude Retel (1968-), athlète (lancer du disque) natif de la commune.
- Junot Mistoco (1979-), joueur français de volley-ball.
- Henry Sidambarom (1863-1952), juge de paix du canton de Capesterre-Belle-Eau et défenseur de la cause des travailleurs indiens.
- Germain Saint-Ruf (1927, Capesterre-1987, Pointe-à-Pitre), chercheur et historien.
- Sylviane Telchid (1941-2023) professeur de français et de créole, défenseur de l’introduction de la langue créole dans le cursus scolaire.
- Delphine Cascarino et Estelle Cascarino (nées en 1997 à Saint-Priest), footballeuses internationales françaises[réf. nécessaire]